# فرنسيسكو ألبيروني
فرنسيسكو ألبيروني (بالبرتغالية: Francisco Terra Alberoni‏) هو لاعب كرة قدم برازيلي في مركز الوسط، ولد في 16 مايو 1984 في نيتيروي في البرازيل. شارك مع منتخب البرازيل تحت 17 سنة لكرة القدم ومنتخب البرازيل تحت 20 سنة لكرة القدم. أما مع النوادي، فقد لعب مع أكاديمية إنتر للنخبة وأونياو ليريا وإنديبندينتي وبوتافوغو ريغاتاس وجمعية أرابيراكا الرياضية وديبورتيفو ألافيس وسلافيا صوفيا ونادي أفاي ونادي باهيا ونادي بريشيا ونادي ريفر تيريزينا ونادي فاسكو دا غاما ونادي لاس بالماس ونادي نوفو هامبورغو.

## وصلات خارجية
- فرنسيسكو ألبيروني على موقع قاعدة بيانات كرة القدم.إي يو (الإنجليزية)
- فرنسيسكو ألبيروني على موقع Soccerway.com (الإنجليزية)